# NGC 2069
NGC 2069 est une nébuleuse en émission située dans la constellation de la Dorade. NGC 2069 a été découvert par l'astronome écossais James Dunlop en 1826. NGC 2069 est une parite de la nébuleuse de la Tarentule (NGC 2070).